# Esmée Denters
Esmée Denters (Arnhem, Nizozemska, 28. rujna 1988.) je nizozemska pjevačica i spisateljica tekstova koja tečno govori i piše pjesme na engleskom i nizozemskom jeziku. Slavu je stekla preko portala YouTube, gdje je postavljala svoje izvedbe pjesama izvođača poput Alicia Keys, Beyonce te Natasha Bedingfield.
2008. godine počela je profesionalnu glazbenu karijeru nakon što je njezin talent otkrio glazbenik Justin Timberlake, potpisavši ugovor s njegovom diskografskom kućom Tennman Records u zajednici s Interscope Records.

## Životopis
Denters je kćer Henka Dentersa i Fenny Boonstrae. Rođena je 28. rujna 1988. godine te je ime dobila po liku iz TV serije koju je njezina majka voljela. Njezini roditelji su rastavljeni. Denters ima tri mlađe sestre, jednog brata i dvije polusestre.

## Karijera
Denters je pjevačica i tekstopisac koja je svoju karijeru započela 2006. godine na portalu YouTube, postavljajući svoje izvedbe pjesama raznih izvođača. Privukla je pozornost nizozemskog glazbenog menadžera Jonathana Berhanea, koji je Denters preporučio Grammyjem nominiranom tekstopiscu Billyju Mannu. Mann je Denters upoznao s Justinom Timberlakeom na jednom od njegovih koncerta u SAD-u. Denters je odsvirala i otpjevala jednu pjesmu te je Timberlake bio impresioniran. Mjesec kasnije potpisala je ugovor s njegovom producentskom kućom Tennman Records, postajući prvi umjetnik koji je potpisao ugovor za njega. Timberlake je pozvao Denters da mu nastupa kao predgrupa na njegovim koncertima u Europi. Prema više magazina, Denters je prvi izvođač u povijesti koji je bez glazbenog ugovora direktno s portala YouTube nastupao na velikoj pozornici.
2009. godine, nakon dvije godine rada s Timberlakeom, Denters je izdala svoj debitantski album naziva Outta Here u svibnju. Album je 22. svbinja 2009. izdan u Nizozemskoj, a 11. siječnja 2010. u Ujedinjenom Kraljevstvu. Album će također biti službeno izdan i u SAD-u u ljeto/jesen 2010. Izdala je tri singla; "Outta Here", "Admit It" i "Love Dealer".
2010. godine je surađivala s nekoliko glazbenika te je tako snimila pjesmu "Until You Were Gone" s britanskim reperom Chipmunkom, koja je postigla veliki uspjeh u Ujedinjenom Kraljevstvu. Zatim je snimila pjesmu "Life Without You" s njemačkim boy-bendom Stanfour. Za obje su pjesme snimljeni i spotovi.
Krajem 2011. godine će izdati drugi studijski album, naziva "Screaming Out Loud".

## Turneje
2007.
- Justin Timberlake - FutureSex/LoveShow (predgrupa, Europa)

2009.
- Enrique Iglesias - Greatest Hits tour (predgrupa, Europa)
- Ne-Yo - Year of the Gentleman tour (predgrupa, Europa)
- Honor Society - Fashionably Late tour (predgrupa, SAD/Kanada)
- N-Dubz Christmas Party (predgrupa, UK)

2010.
- Stanfour - Rise & Fall tour (specijalni gost, Njemačka)